# Dorsoporus barroensis
Dorsoporus barroensis är en mångfotingart som beskrevs av Loomis 1958. Dorsoporus barroensis ingår i släktet Dorsoporus och familjen Dorsoporidae. Inga underarter finns listade i Catalogue of Life.